# Trebostovo
Trebostovo (ungarisch Kistorboszló – bis 1907 Trebosztó) ist eine Gemeinde im Norden der Slowakei mit 651 Einwohnern (Stand 31. Dezember 2024), die zum Okres Martin, einem Teil des Žilinský kraj, gehört und zur traditionellen Landschaft Turiec gezählt wird.

## Geographie
Die Gemeinde befindet sich am Übergang vom Turzbecken (slowakisch Turčianska kotlina) in die westlich gelegene Kleinen Fatra im Tal des Trebostovský potok, im Einzugsgebiet des Turiec. Das Ortszentrum liegt auf einer Höhe von 470 m n.m. und ist acht Kilometer von Martin entfernt.
Nachbargemeinden sind Bystrička und Turčiansky Peter im Norden, Košťany nad Turcom im Osten, Príbovce im Südwesten, Trnovo im Süden, Valča im Südwesten und Kunerad im Westen.

## Geschichte

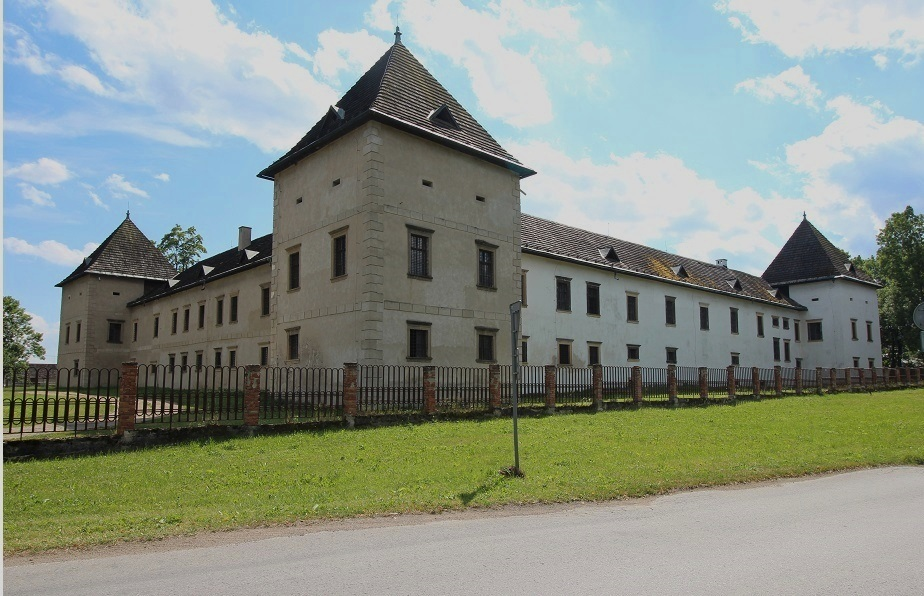
Landschloss in Trebostovo

Trebostovo wurde zum ersten Mal 1262 als Treboztou schriftlich erwähnt. Im Jahr 1267 war das Dorf Besitz des Gespans Peter von Hont, 1488 fiel Trebostovo in das Herrschaftsgebiet der Burg Blatnica, später war es Sitz der Trebostovo-Linie der Familie Révay, die Ortsgüter bis zum 20. Jahrhundert besaß.
1715 gab es 28 Haushalte in Trebostovo, 1785 hatte die Ortschaft 78 Häuser und 551 Einwohner, 1828 zählte man 69 Häuser und 516 Einwohner, die als Landwirte und Ölpresser beschäftigt waren.
Bis 1918 gehörte der im Komitat Turz liegende Ort zum Königreich Ungarn, kam danach zur Tschechoslowakei beziehungsweise heute Slowakei.

## Bevölkerung
| Jahr                | 1994 | 2004    | 2014     | 2024     |
| ------------------- | ---- | ------- | -------- | -------- |
| Anzahl der Personen | 431  | 455     | 538      | 651      |
| Unterschied         |      | +5,56 % | +18,24 % | +21,00 % |

| Jahr                | 2023 | 2024    |
| ------------------- | ---- | ------- |
| Anzahl der Personen | 639  | 651     |
| Unterschied         |      | +1,87 % |

Nach der Volkszählung 2011 wohnten in Trebostovo 487 Einwohner, davon 479 Slowaken und zwei Tschechen. Sechs Einwohner machten keine Angabe zur Ethnie.
193 Einwohner bekannten sich zur Evangelischen Kirche A. B., 188 Einwohner zur römisch-katholischen Kirche, zwei Einwohner zur evangelisch-methodistischen Kirche und ein Einwohner zur reformierten Kirche sowie zu einer anderen Konfession. 67 Einwohner waren konfessionslos und bei 35 Einwohnern wurde die Konfession nicht ermittelt.

## Bauwerke und Denkmäler
- Révay-Landschloss im Renaissance-Stil aus dem zweiten Drittel des 17. Jahrhunderts